# David Cañada Gracia
David Cañada Gracia (Saragossa, 11 de març de 1975 - El Ru, Castilló de Sos, 28 de maig de 2016) va ser un ciclista espanyol professional de 1996 a 2009.
Va debutar com a professional l'any 1996 amb l'equip ONCE, amb el qual va tenir la seva millor temporada el 2000, guanyant la classificació general i diverses etapes de la Volta a Múrcia i el Circuit de La Sarthe. Això li permeté aconseguir un bon contracte amb l'equip belga Mapei. Tanmateix, el seu rendiment posterior no fou gens bo a causa de múltiples lesions, com ara trencaments de clavícula, problemes al tendó d'Aquil·les i fins i tot problemes cardíacs, dels quals ha estat operat dues vegades.
L'any 2004 tornà a un equip espanyol amb el Saunier Duval-Prodir, on només va aconseguir una victòria, però una de prestigi: la Volta a Catalunya 2006, en què superà el colombià Santiago Botero per dos segons de diferència.
El 2009 un càncer de pell, que acabà superant, l'obligà a abandonar la pràctica del ciclisme. Morí el 28 de maig de 2016 mentre disputava la Marxa cicloturista TowCar Puertos Ribagorza.

## Palmarès
- 2000
  - 1r a la Volta a Múrcia i vencedor de 2 etapes
  - 1r del Circuit de La Sarthe i vencedor d'una etapa
- 2006
  -  1r a la Volta a Catalunya

### Resultats al Tour de França
- 2000. 33è de la classificació general
- 2003. 56è de la classificació general
- 2005. 63è de la classificació general
- 2006. Abandona (14a etapa)
- 2007. 103è de la classificació general

### Resultats al Giro d'Itàlia
- 1999. 89è de la classificació general
- 2004. 18è de la classificació general
- 2007. 59è de la classificació general
- 2008. 58è de la classificació general

### Resultats a la Volta a Espanya
- 2002. 50è de la classificació general
- 2003. 53è de la classificació general
- 2004. 47è de la classificació general
- 2005. Abandona (19a etapa)
- 2006. 88è de la classificació general